# 红花紫堇
红花紫堇（学名：Corydalis livida）为罂粟科紫堇属下的一个变种。
多年生草本，高15-50厘米，生长于高海拔的高山灌丛中。它也是一种中药材，可用于清热解毒，治疗瘟疫等疾病。

## 扩展阅读
維基物種上的相關：红花紫堇
1. ↑  张福军主编. . 西宁：青海民族出版社. 2013.03: 60. ISBN 7-5420-1865-5.
2. ↑  艾铁民主编. . 北京：北京大学医学出版社. 2015.08: 118. ISBN 978-7-5659-1102-6.